# Infierno, canto vigesimoctavo

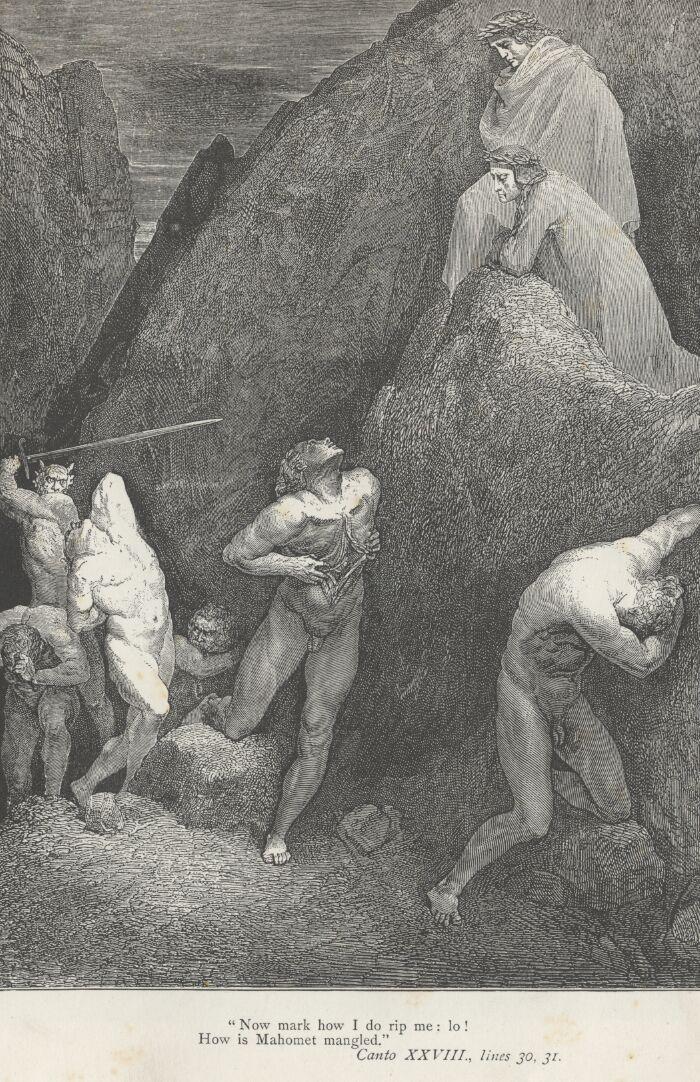
«Or vedi com' io mi dilacco! vedi come storpiato è Mäometto!» (XXVIII, vv. 30-31). Ilustración de Paul Gustave Doré.

El canto vigésimo octavo del Infierno de Dante Alighieri se sitúa en la novena fosa del octavo círculo, donde son castigados los sembradores de discordias. Estamos en la tarde del 9 de abril de 1300 (Sábado Santo), o según otros comentadores del 26 de marzo de 1300.

## Incipit
Canto XXVIII, nel quale tratta le qualitadi de la nona bolgia, dove l'auttore vide punire coloro che commisero scandali, è seminatori di scisma e discordia e d'ogne altro male operare.

## Temas y contenidos

### Los sembradores de discordia - versos 1-21

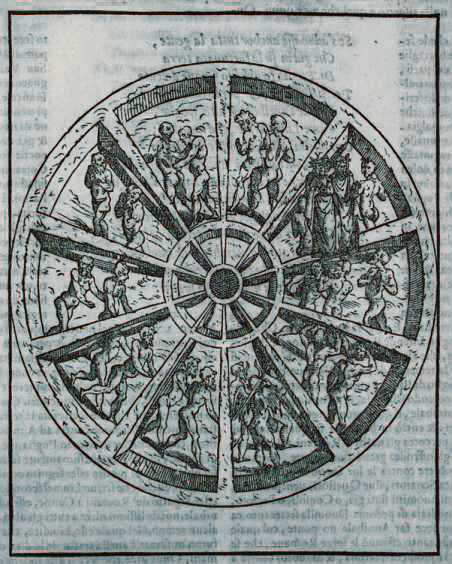
Alessandro Vellutello, ilustración de la novena fosa.

El canto se abre con Dante que se encuentra en dificultad para describir bien la sangre y las heridas que ve en esta fosa, preanunciada al final del canto precedente como aquella donde "la falta se purga / de quienes dividiendo ganan su culpa", es decir de aquellos que tuvieron la culpa en crear divisiones y discordias entre las personas.
A Dante le faltan la lengua (entendida como palabras que se adapten a la situación) y la capacidad compresora para poder entender lo que ve, entonces recurre a una larga imagen figurada: si se pudiese juntar toda la gente que en la tierra de Apulia (entendida en sentido amplio, como sur de Italia), sujeta a la Fortuna, que sintió el golpe y el dolor como la propia sangre por las guerras violentas, y si todas estas alzasen sus miembros cortados, nada sería suficiente para igualar a la novena fosa llena de almas mutiladas.
Dante nombre en la comparación algunas guerras que ensangrentaron el sur de Italia:
- Aquella que hizo hacer altos montes de anillos de “Troyanos”: la segunda guerra púnica, en particular la batalla de Cannas, donde Aníbal derrotó a los Romanos (nombrados como Troyanos porque según la Eneida ellos derivaban de Eneas) y según Tito Livio los Cartagineses al recoger todos los anillos de oro de las manos de los enemigos derrotados hicieron un cúmulo de 3 moyos;
- Aquella de Roberto Guiscardo, que intentó conquistar la Apulia en el siglo XI;
- Las guerras angioninas, en particular:
  - La Batalla de Benevento, donde fue derrotado Manfredo, por el cual los barones del Reino de Nápoles fueron traidores, haciendo pasar a Carlos de Anjou a Ceprano, verdadera puerta de acceso del reino a través el pasaje sobre el Liri
  - La Batalla de Tagliacozzo, donde fue derrotado Conradino de Svevia (1268), gracias al consejo de Alardo de Valéry de tener una tropa de reserva, escondida, que asaltase al Rey cuando sus tropas ya estaban cansadas.

Señalando las últimas dos batallas como una victoria gracias a una traición y por un consejo de uno que hizo vencer sin armas, fue revelada la actitud anti Anjou de Dante Alighieri, después de todo atestiguado en otras partes.

### Mahoma y Alì - vv. 22-63
En esta punto Dante inicia a describir a cada condenado. El primero donde cae la atención está abierto en el centro, como los barriles que tienen roto los ejes de la base, y Dante se detiene con desprecio y con un lenguaje lo más desmenuzado posible a describir la miseria de un condenado hacia el cual no quiere despertar la mínima idea de compasión. El pecador está abierto desde la barbilla hasta donde se ventea (el culo) y entre las piernas cuelgan las tripas, y se ven las entrañas y el estómago ("triste saco que hace mierda de lo que se embucha"). Él se abre el pecho casi para crear compasión en Dante, pero la indignación de Dante se refleja en toda la meliflua mezquindad de las palabras que le hace decir: "¡Mira cómo me desgarro! /¡mira cuán estropeado está Mahoma! / Delante mío va llorando Alí, / partido el rostro del mentón hasta el copete".

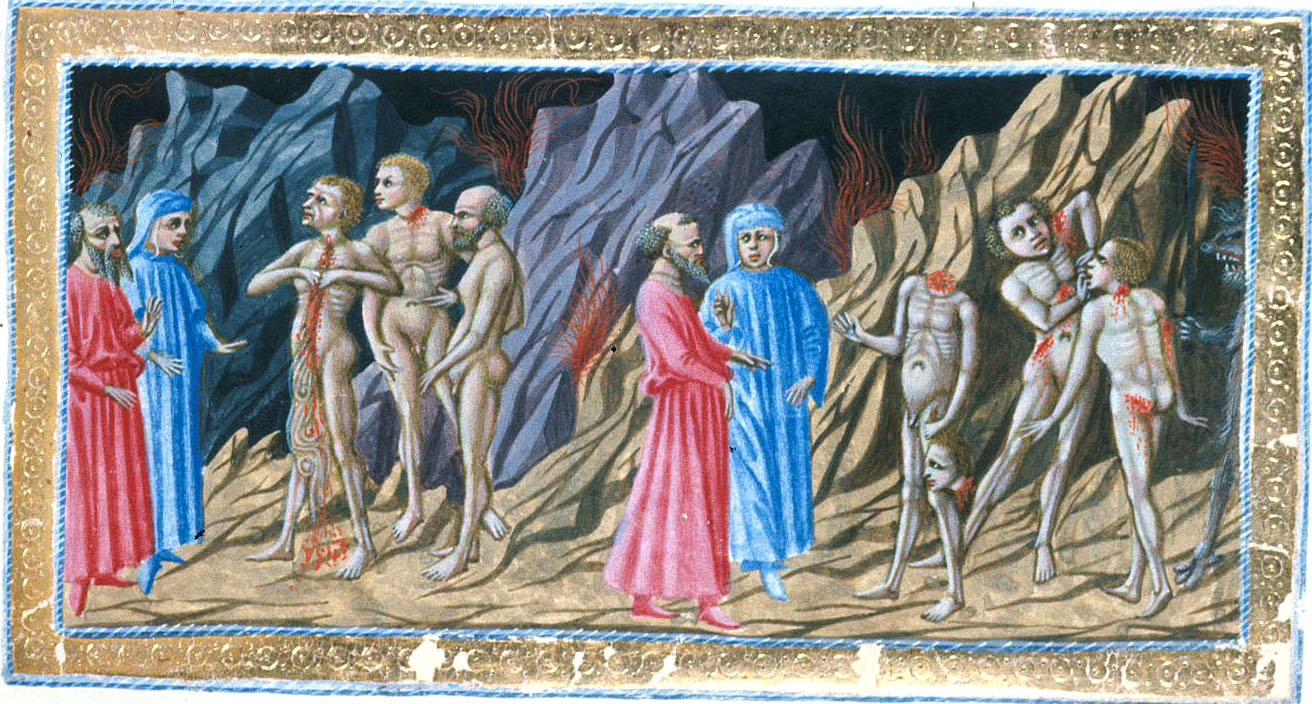
Priamo della Quercia, ilustración del Canto XVIII

Dante seguramente conocía poco y mal al islam y a su fundador (que no creó un cisma en sí, porque no convirtió cristianos, sino paganos) y atribuye a Ali el final del cisma (por cuanto Dante pudiese conocer la división entre sunitas y chiitas). De hecho, las heridas de los dos son complementarias e indican la continuación en la obra de uno en la del otro. El contrapaso es claro y es explicado por Mahoma y más adelante por Bertran de Born: como ellos dividieron la gente ahora sus cuerpos son divididos por diablos armados de espada, que renuevan sus mutilaciones cada vez que curan en cada giro de la fosa.
El condenado pregunta después quién es Dante, si es un condenado que persiste por llegar al lugar de su pena, y Virgilio responde por él: "Ni muerte lo alcanzó aún, ni culpa lo lleva", es decir no es muerto ni condenado, pero con su guía debe tener una "experiencia plena" del Infierno giro por giro, y aquello es verdad tal como su habla.
Al escuchar que Dante está vivo toda la fosa se detiene estupefacta para ver a Dante, olvidando la condena. Mahoma queda con un pie suspendido entre un paso y el otro (imagen mal realizada de Dante, según muchos críticos, pero que quizás fue señalada para ridiculizar todavía más al condenado) y se apura a hacer una recomendación a Fray Dulcino para que Dante la reporte cuando vuelva al mundo. No hay razones por las que Mahoma debiese preocuparse por un hereje del norte de Italia, sino la exigencia de Dante de citar una persona todavía viva en el 1300 entre los condenados de esta fosa. Mahoma dice (perífrasis): “Dile a Fray Dulcino que se arme de víveres si no quiere alcanzarme dentro de poco, que será bloqueado por la nieve. Si no le trae una fácil victoria al obispo de Novara, victoria que de otro modo sería bien distinto a fácil”. Fray Dulcino es el único hereje “verdadero” citado en el Infierno (en la fosa de los herejes son solo citados epicúreos, y ateos). Solo después de haber hablado Mahoma puede apoyar el pie y seguir su camino.

### Pier de Medicina - vv. 64-90

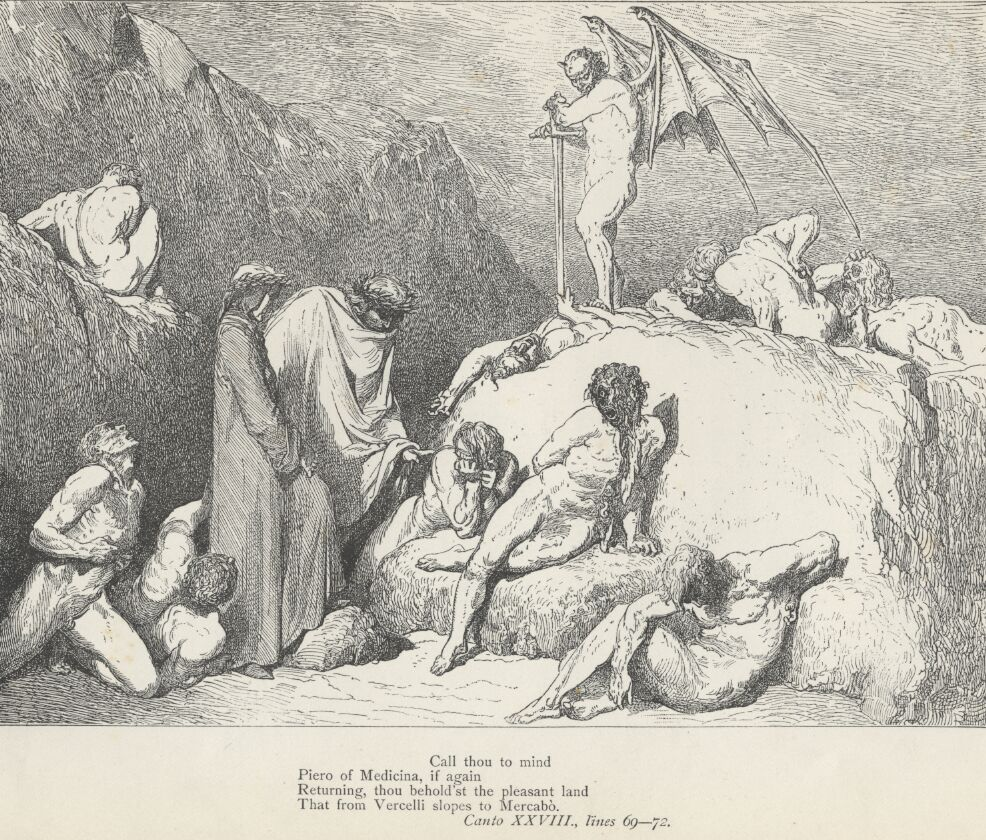
Pier de Medicina, ilustración d Gustave Doré

Esta canto está entre los más numerosos de condenados, los cuales se alternan uno después del otro con estilos y sentimientos distintos. Después de la ridiculización de Mahoma se presenta a Dante un condenado con un agujero en la garganta del cual brota horriblemente sangre cuando habla. Tiene la nariz cortada hasta los ojos y solo una oreja. Después de haberse detenido maravillado, es el segundo en hablar.
Dice dirigiéndose a Dante rogándole, con un tono más bien majestuoso, que si es aquel que conoció en vida en Italia, que se acuerde de él, Pier de Medicina, si volviese a ver "el dulce llano que de Vercelli a Marcabó declina". Por Vercelli no se indica la ciudad del Piamonte, sino el antiguo nombre de Voghiera en la Provincia de Ferrara. Esta revocación del dulce mundo de los vivos es junto a la de Francesca de Rimini de las más conmovedoras.
También Piero tiene un mensaje para referir a los vivos: decir a los dos mejores de Fano, Guido I del Cassero y Angiolello de Carignano, que, si la facultad de previsión de los condenados no es en vano, serán tirados al mar desde su buque y ultimados cerca de Cattolica, por la traición de un falso tirano (Malatestino I Malatesta). Es citado indirectamente en el Canto XXVII a propósito de la situación de la Romaña. Una acción traidora tan malvada jamás vista ni por Neptuno, entre Chipre y Mallorca (es decir en el Mar Mediterráneo), ni por los piratas, ni por los griegos.
Aquel tirano traidor, que ve solo con un ojo (era llamada de hecho el Tuerto) y que tiene Rímini, tierra que este condenado junto a mí (Curión, descrito en los próximos versos) quisiese no haberlo nunca visto. Los llamará a hablar (a Guido y Angiolello) y después hará de tal forma a ellos que no será necesario rezar o hacer voto para pasar el viento de Focara. Es decir, ellos estarán ya muertos cuando el barco pasará por Focara, sede de proverbiales tormentas. 
La ausencia de una cualquier fuente de archivo sobre lo acontecido hizo pensar a algunos comentadores que aquí Piero quisiese perpetrar su pecado de sembrador de discordias metiendo cizaña entre los dos de Fano y el señor de Rímini. A pesar de que la precisión de la historia dantesca tiene más un gusto de revelación y tratándose de un hecho grave puede darse que, como en otros casos, la potencia del interesado haya arenado cualquier mención de documentos.

### Curión - vv. 91-102

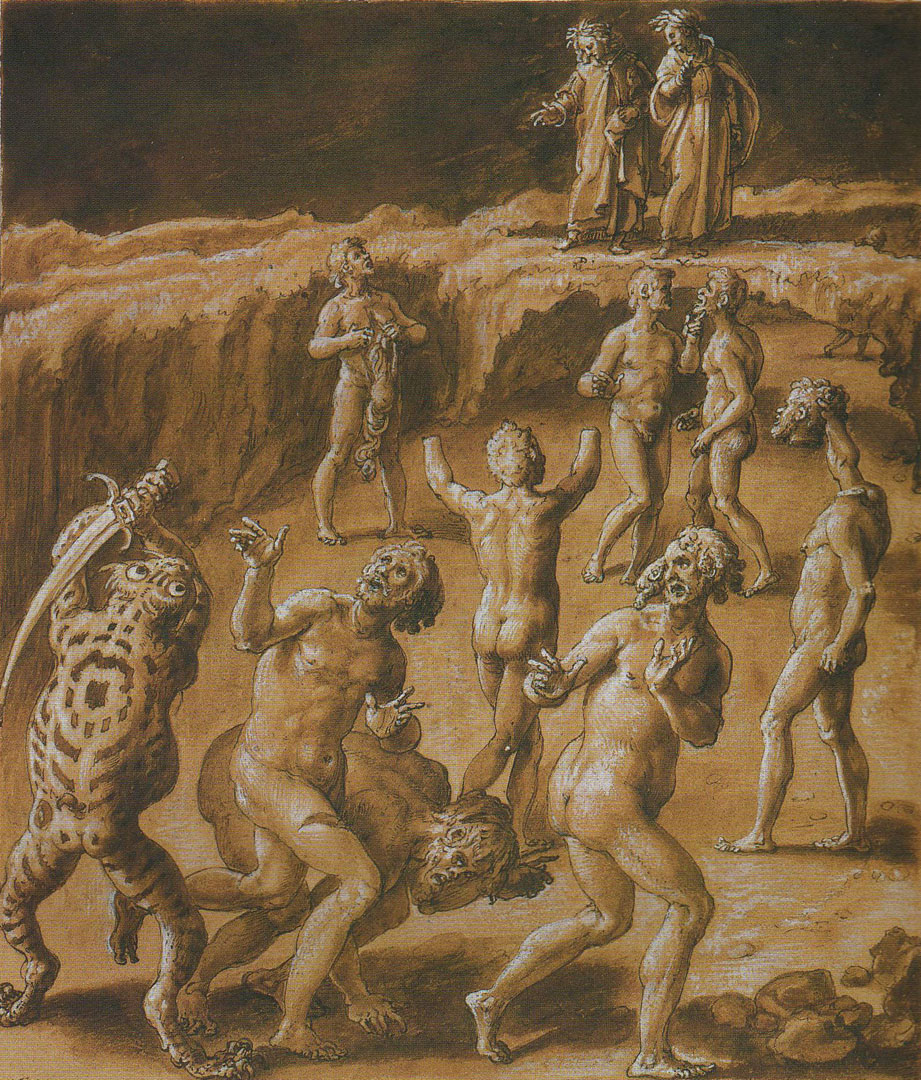
Canto 28, Giovanni Stradano, 1587

Dante quedó dubitativo sobre quien es el condenado que tiene tal visión de Rímini, y por esto pide explicación. Piero entonces toma a su compañero de la quijada y brutalmente le abre la boca para que se vea como tiene la lengua cortada, y por lo tanto es mudo.
Viende descrito como aquel que, echado de Roma, llenó de duda a Julio César, afirmando que quien está lleno de tropas, siempre se daña si espera, y Dante cierra diciendo que tan horrible era "alzando sus muñones en el aire turbio, / de modo que la sangre le asqueaba la cara".
Gayo Escribonio Curión fue tribuno de la plebe y, según Lucano, pasó de la parte de Pompeyo a la de César durante la guerra civil porque fue corrompido, tanto que fue exiliado de Roma. Alcanzado César en Ravena en el 49 a. C. hizo para él de corredor para sus cartas y cuando llevó aquella que lo intimaba a deshacer el ejército si no quería ser declarado enemigo de la patria, aconsejó al general de atravesar el Rubicón acabando con la duda y marchando hacia Roma.

### Mosca de los Lamberti - vv. 103-111
Se acerca un cuarto condenado que tiene en alto los tocones. Tiene las dos manos cortadas y la sangre le brotaba hasta por la cara.

gritó: Recuérdate también de Mosca,

que dijo, ¡desgraciado!, “Lo hecho, hecho está”,

que fue mala semilla para los toscanos.

Y yo agregué: Y la muerte de tu casta;

por lo que, sumando duelo a duelo,

se fue como persona triste y trastornada.
vv. 106-111

Es Mosca de los Lamberti, ya citado entre los golosos en el episodio de Ciacco y que aquí es recordado con la frase Lo hecho, hecho está, entendida como solo las cosas cumplidas tiene un fin, el titubear no lleva a nada (no es casualidad que esté junto a Curión, en este caso su homólogo antiguo). La famosa frase citada también por Villano, fue pronunciada a causa del asesinato de Buondelmonte de' Buondelmonti, que había repudiado a una mujer de los Amidei, vengando la vergüenza. De la lucha entre Amidei y Buondelmonti los cronistas medievales resaltaban las divisiones ciudadanas en güelfos y gibelinos.
Dante en este episodio le recuerda bruscamente cómo también los Lamberti, gibelinos, sufrieron el mismo destino que los Uberti, siendo exterminados y exiliados durante las luchas de aquel período (tanto que fueron perseguidos obstinadamente por los güelfos durante la victoria de Benevento); a esta triste mención el condenado se alejó entristecido y fuera de sí. En este episodio no hay nada de la grandeza de otros grandes espíritus como Farinata degli Uberti o, en menor tono, Tegghiaio Aldobrandi.

### Bertran de Born - vv. 112-142

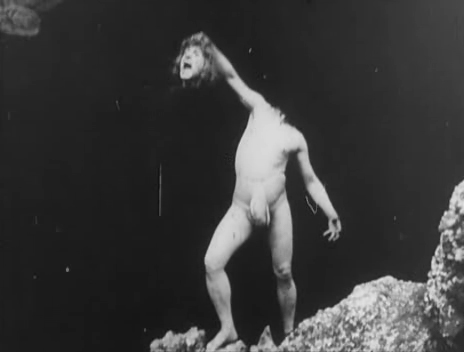
Bertran de Born, versión cinematográfica del Infierno del 1911

Dante hace referencia a irse (en el próximo canto explicara porqué) y ve una cosa que, si la contase sin testigos, nadie le creería y, si no fuese que su conciencia limpia lo hace seguro de sí mismo, no habría más hablado (Dante varias veces utiliza estos conceptos hacia el lector cuando está por describir algo particularmente prodigioso). Un hombre con la cabeza cortada se va teniéndola por la mano "a guisa de linterna" y veía a los dos poetas diciendo "¡Ay de mí!". Es una sola persona y dos juntas: como fuese posible solo lo sabe Dios.
Descaradamente, el alma decapitada se acerca al puente y una vez que llega a la cima levanta la mano y el brazo para que sea visible la cabeza que habla. Se presenta entonces con estas palabras (perífrasis): “Oh ustedes que van viendo a los muertos, miren ahora a esta pena dolorosa y vean si hay alguna peor. Y para que tú (Dante) lleves noticias mías (en el mundo de los vivos) sepa que yo soy Bertran de Born, aquel que dio al joven rey (Enrique el Joven) los malos consejos, metiéndolo en contra del padre (Enrique II), peor que como hizo Ajitófel con Absalón y con el Rey David”.  
La expresión “miren y vean si hay alguna peor” es tomada de la Biblia (Libro de las Lamentaciones, I, 12) y será usada con alguna diferencia también por Mastro Adamo en el Canto XXX.
Sigue después una de las raras explicaciones del contrapaso, que aquí es hasta nombrado:

Porque separé a tan unidas personas,

separado llevo mi cerebro, ¡desgraciado!,

de su principio que está en este tronco.

Así se cumple en mí la represalia.
vv. 139-142